# Andreas Scherer
Andreas Scherer ist ein ehemaliger deutscher Skispringer.
Scherer gab am 30. Dezember 1988 sein Debüt im Skisprung-Weltcup. Die ersten drei Jahre seiner Weltcup-Karriere verliefen jedoch erfolglos. Erst am 14. Dezember 1991 konnte er in Sapporo erstmals mit dem 15. Platz einen Weltcup-Punkt gewinnen. Auch zwei Wochen später gewann er in Oberstdorf erneut Weltcup-Punkte. Seit 1990 startete Scherer zudem im Skisprung-Continental-Cup. Am 28. März 1992 erreichte er mit dem 2. Platz im Teamspringen in Planica seinen einzigen Podiumsplatz in seiner Karriere. Zum Neujahrsspringen in Garmisch-Partenkirchen am 1. Januar 1993 erreichte er mit dem 6. Platz das höchste Einzelergebnis in seiner Karriere. Die Vierschanzentournee 1992/93 beendete er am Ende auf dem 17. Platz in der Gesamtwertung. Die Saison 1992/93 war die erfolgreichste Weltcup-Saison für Scherer. So belegte er am Ende den 42. Platz in der Weltcup-Gesamtwertung.
Nachdem er in den folgenden Jahren weder im Weltcup noch im Continental Cup weitere Erfolge erringen konnte, beendete er 1995 seine aktive Skisprungkarriere.